# Gare de Wisches
Gare de Wisches vasútállomás Franciaországban, Wisches településen.

## Vasútvonalak
Az állomást az alábbi vasútvonalak érintik:
- Strasbourg–Saint-Dié-vasútvonal

## Kapcsolódó állomások
A vasútállomáshoz az alábbi állomások vannak a legközelebb:
- Gare de Russ - Hersbach
- Gare de Lutzelhouse